# سیارک ۲۲۱۳۹
سیارک ۲۲۱۳۹ (به انگلیسی: 22139 Jamescox، نامگذاری:2000VU28) بیست و دو هزار و صد و سی و نهمین سیارک کشف شده‌است که در ۱ نوامبر ۲۰۰۰ کشف شد.
قدر مطلق سیارک برابر ۱۴.۱ است.